# بيتر بوليكاربو
بيتر بوليكاربو (بالإنجليزية: Peter Polycarpou)‏ هو ممثل بريطاني، ولد في 31 مارس 1957 ببرايتون في المملكة المتحدة.

## أعمال

### أفلام
- (1996) إيفيتا[4][5][6]
- (2006) أوه جيروزليم

## وصلات خارجية
- بيتر بوليكاربو على موقع IMDb (الإنجليزية)
- بيتر بوليكاربو على موقع ألو سيني (الفرنسية)
- بيتر بوليكاربو على موقع ميوزك برينز (الإنجليزية)
- بيتر بوليكاربو على موقع أول موفي (الإنجليزية)
- بيتر بوليكاربو على موقع قاعدة بيانات الأفلام السويدية (السويدية)
- بيتر بوليكاربو على موقع قاعدة بيانات الفيلم (الإنجليزية)
- بيتر بوليكاربو على موقع كينوبويسك (الروسية)